# Feldmaršal
Feldmaršal (od njem. Feldmarschall, FM), negdje i generalfeldmaršal, je najviši vojni čin u mnogim zemljama, vrhovni zapovjednik vojske, vojskovođa, maršal. Riječi feldmaršal u američkom engleskom odgovara izraz five-star general, odnosno General of the Army.

## Razvoj čina
Najviši čin u oružanim snagama Velike Britanije (engl. field marshal), uveden 1736. godine, odgovara činu maršala. U Njemačkoj čin je ustanovljen u XVI. stoljeću, a kasnije ga usvajaju Austrija i 1700. godine Rusija (ruski: генералфельдмаршал - generalfeljdmaršal). Drugi je najviši čin u francuskoj armiji.

## Prijevod na hrvatski
Svetozar Borojević, austro-ugarski časnik, jedini hrvatski feldmaršal, u pismu prijatelju Slavku Kvaterniku 1918. predložio je hrvatski prijevod naziva čina - vojni maršal.

## Neki nositelji čina

### Njemačka
- Johannes Blaskowitz (1883. – 1948.)
- Paul von Hindenburg  (1847. – 1934.)
- Wilhelm Keitel  (general-feldmaršal, 1882. – 1946.)
- Walther von Reichenau (1884. – 1942.)
- Erwin Rommel (1891. – 1944.)
- Friedrich Paulus (1890. – 1957.)
- Erich von Manstein (1887. – 1973.)

### Habsburška Monarhija i Austro-Ugarska
- princ Eugen Savojski (1693.)
- Josef Radetzky (1766. – 1858.)
- Svetozar Borojević (1. veljače 1918.), jedini nenijemac tog čina u austro-ugarskoj vojsci

### Ujedinjeno Kraljevstvo
- Bernard Law Montgomery (1887. – 1976.)